# كايو سيكو
كايو سيكو (20 ديسمبر 1990 بكامبي في البرازيل - ) هو لاعب كرة قدم برازيلي في مركز حراسة المرمى. لعب مع نادي بارما ونادي فيتوريا ونادي كروتوني ونادي سي آر بي وBotafogo Sport Club ‏ وSan Marino Calcio ‏.

## روابط خارجية
- كايو سيكو على موقع قاعدة بيانات كرة القدم.إي يو (الإنجليزية)
- كايو سيكو على موقع Soccerway.com (الإنجليزية)